# Auximella
Auximella es un género de arañas araneomorfas de la familia Amaurobiidae. Se encuentran en Sudamérica.

## Especies
Según The World Spider Catalog 11.0:
- Auximella harpagula (Simon, 1906)
- Auximella minensis (Mello-Leitão, 1926)
- Auximella producta (Chamberlin, 1916)
- Auximella spinosa (Mello-Leitão, 1926)
- Auximella subdifficilis (Mello-Leitão, 1920)
- Auximella typica Strand, 1908